# Spencer (Dél-Dakota)
Spencer város az Amerikai Egyesült Államok Dél-Dakota államában, McCook megyében. Lakosainak száma 136 fő (2020. április 1.).

## Népesség
A település népességének változása:

| 2010 | 154 |
| 2020 | 136 |